# 全裂偏嘴裸腹鱂
全裂偏嘴裸腹鱂，為輻鰭魚綱鯉齒目鯉齒亞目谷鱂科的其中一種，為亞熱帶淡水魚，分布於北美洲美國內華達州Pahrump谷淡水流域，體長可達5公分，棲息在底中層水域，生活習性不明。